# Richard Brodie
Richard Brodie – amerykański informatyk, twórca programu Microsoft Word.

## Życiorys
Do 1981 studiował na Uniwersytecie Harvarda. Przerwał studia, a później zatrudnił się w Oddziale Oprogramowania Microsoftu. Do firmy został zwerbowany przez Charlesa Simonyi, który w 1982 roku zlecił mu napisanie pierwszej wersji programu Microsoft Word. Został zastępcą Billa Gatesa do spraw technicznych, a później koordynatorem ds. oprogramowania. W 1986 opuścił firmę, by zająć się sędziowaniem meczów baseballowych, prowadzeniem gazety, pisaniem artykułów dotyczących informatyki i grą w blackjacka. Zamieszkał w Seattle, został prezesem spółki Brodie Technology Group, która zajmuje się projektowaniem oprogramowania na zamówienie. 

## Koncepcja memetyki w ujęciu Brodiego
Brodie jest autorem książek Getting Past OK oraz popularyzującej memetykę Wirus umysłu. Tytuł drugiej książki jest nawiązaniem do wcześniejszego tekstu Richarda Dawkinsa Wirusy Umysłu. W swojej koncepcji mem traktuje nie jako jednostkę analogiczną do genu, ale do wirusa. Memy konkurują ze sobą o dostęp do umysłów jednostek, dzięki czemu mogą się replikować. Przyswajanie memu możliwe jest ze względu na to, że zwracają one na siebie uwagę. Wyróżnia trzy rodzaje memów:
- memy-kategorie, które pozwalają opisywać rzeczywistość, są ramami poznawczymi
- memy-skojarzenia wiążące pewne obiekty (reklamowane produkty) z uczuciami
- memy-strategie będące sposobami zachowania, które dla nosiciela memu mają przynieść odpowiedni skutek[4].

Poza omówieniem rodzajów memów przedstawia też mechanizmy epidemiologiczne, sposoby zarażania się nimi. Pierwszym mechanizmem jest kwestia ekspozycji na odbiór memu przez umysł, co powoduje, że mem się w nim zagnieżdża. Drugi mechanizm to stosowanie memów-skojarzeń, dzięki czemu pewne uczucia mogą wyzwalać memy z nimi kojarzone, trzecim natomiast jest warunkowanie, gdzie np. dzięki nagrodom jednostka rozpoznaje właściwe zachowania.
Memy, które mają największe szanse na przetrwanie i replikowanie określa mianem „dobrych”. Według niego najlepszymi memami są te, które miały duże znaczenie w ewolucji człowieka, pozwalając na odnoszenie sukcesu reprodukcyjnego. Zaliczył do nich memy odnoszące się do podstawowych emocji i uczuć: gniewu, strachu, uczucia głodu, pożądania, troski, chęci przypodobania się.
Będąc pod wpływem Dawkinsa, postuluje przeprogramowywanie umysłów zainfekowanych toksycznymi memami. Inaczej jednak niż Dawkins nie atakuje instytucjonalnych religii, poprzestając na dostrzeganiu zagrożenia w sektach.